# 1737 en science
| Années de la science : 1734 - 1735 - 1736 - 1737 - 1738 - 1739 - 1740    |
| Décennies de la science : 1700 - 1710 - 1720 - 1730 - 1740 - 1750 - 1760 |

Cet article présente les faits marquants de l'année 1737 en science.

## Événements

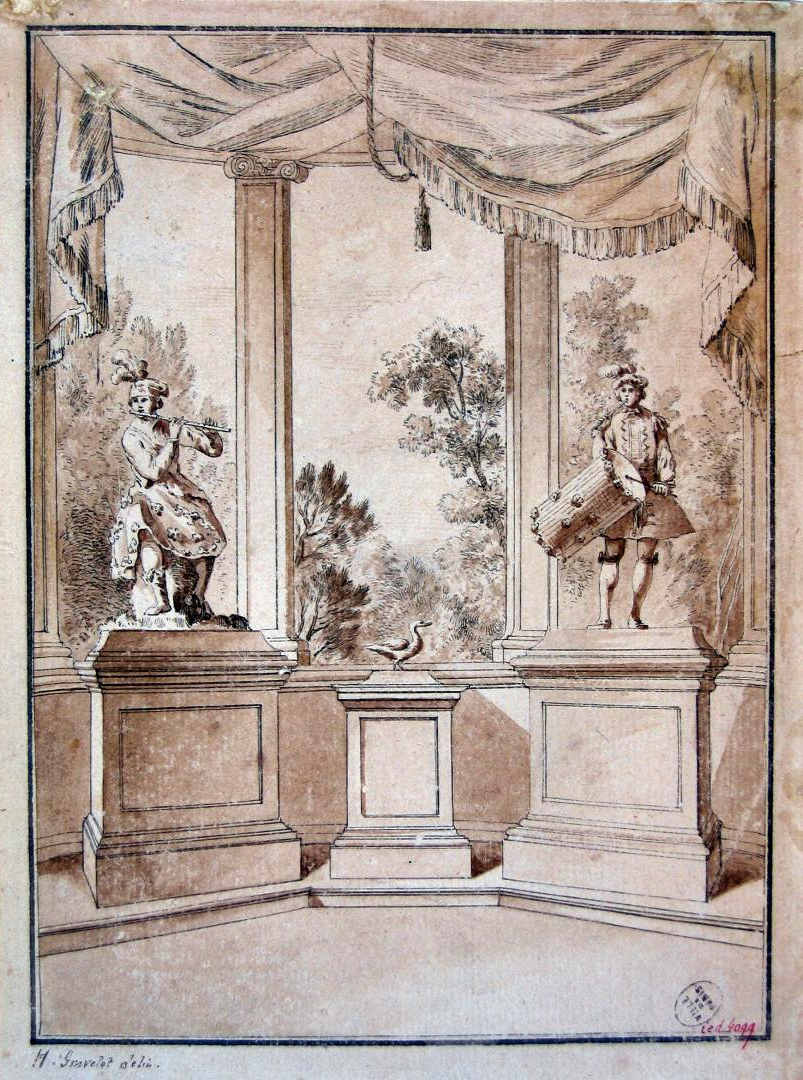
Les automates de Vaucanson.

- 14 mai-4 juin : éruption du Vésuve décrite par Francesco Serao dans son Istoria dell'incendio del Vesuvio accaduto nel mese di maggio dell'anno 1737[1]. Il est le premier à utiliser le mot lave en relation avec le magma émis[2].
- 11 - 12 octobre : tremblement de terre de Calcutta en Inde. Un violent cyclone ravage Calcutta, l’embouchure du Gange et du Brahmapoutre : 300 000 victimes[3].
- 17 octobre : un tsunami consécutif au séisme du Kamtchatka atteint 50 m de hauteur au nord des îles Kouriles[4].
- 13 novembre : Maupertuis, rentré à Paris le 20 août de son voyage en Laponie rend compte des résultats obtenus devant l’Académie française des sciences et assure que la terre est aplatie aux pôles[5].

- Le mécanicien Jacques de Vaucanson réalise son premier automate, le joueur de flûte traversière[6].

## Publications
- Francesco Algarotti : Newtonianismo per le donne, ouvrage de vulgarisation scientifique en vers publié à Naples.
- Leonhard Euler : Variae observationes circa series infinitas. Il démontre la divergence de la série des inverses des nombres premiers[7].
- Carl von Linné : Flora Lapponica, Critica Botanica et Genera Plantarum.

## Prix
- Médailles de la Royal Society
  - Médaille Copley : John Belchier, médecin, pour l'observation des tissus en utilisant des teintures.

## Naissances

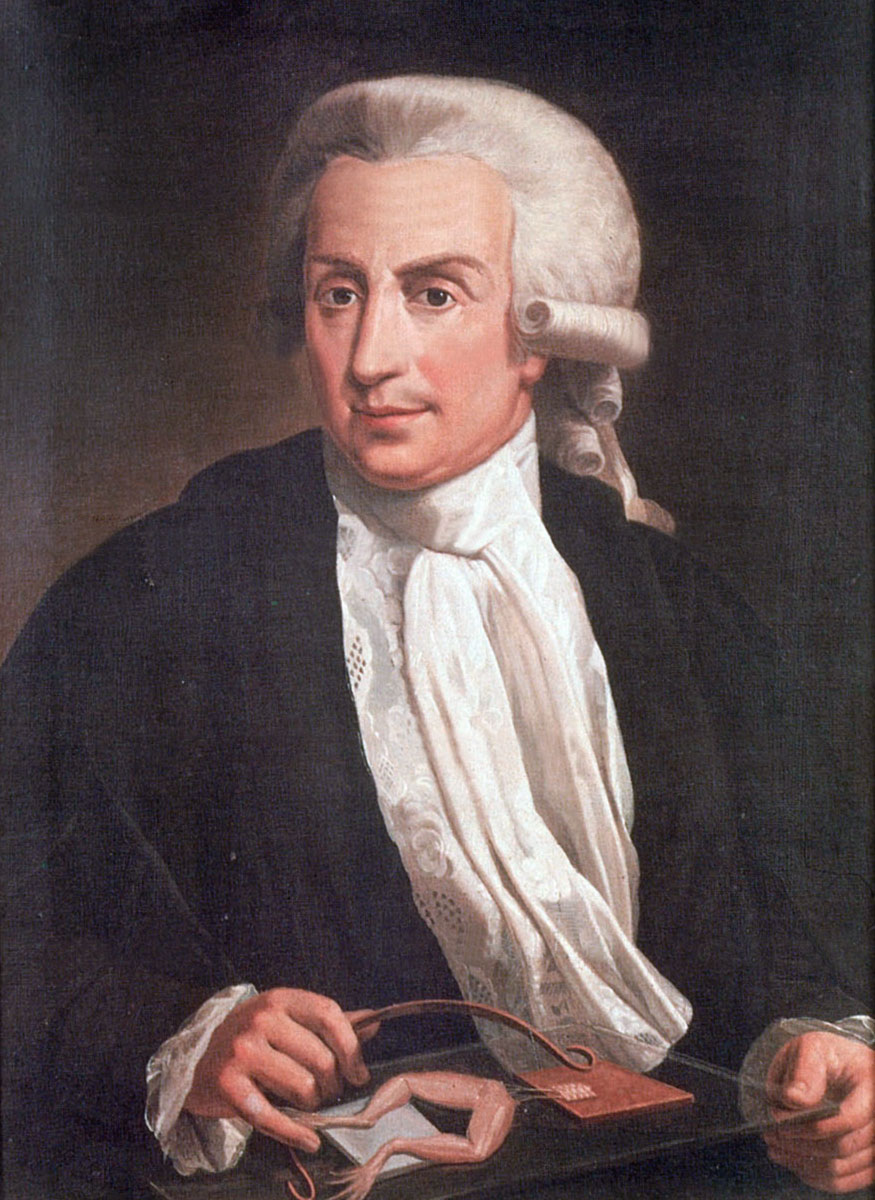
Luigi Galvani.

- 4 janvier : Guyton de Morveau (mort en 1816), chimiste français.
- 6 janvier : Philibert Chabert (mort en 1814), vétérinaire français.
- 24 juillet : Alexander Dalrymple (mort en 1808), géographe et hydrologue écossais.
- 27 juillet : Erich Laxmann (mort en 1796, naturaliste russe).
- 12 août : Antoine Parmentier (mort en 1813), pharmacien, agronome, nutritionniste et hygiéniste français.
- 14 août : Charles Hutton (mort en 1823), mathématicien britannique.
- 9 septembre : Luigi Galvani (mort en 1798), physicien italien.
- 30 septembre : Morten Thrane Brünnich (mort en 1827), minéralogiste et zoologue danois.
- 20 décembre : Tommaso Valperga di Caluso (mort en 1815), homme de lettres, orientaliste et mathématicien italien[8].

## Décès
- 1er janvier : Pier Antonio Micheli (né en  1679), mycologue italien.
- 3 février : Tommaso Ceva (né en 1648), jésuite, mathématicien et poète italien.
- 2 juillet : Marie-Charlotte de Romilley de La Chesnelaye, mathématicienne française.
- 29 décembre : Joseph Saurin (né en 1659), mathématicien français.